# Colargol

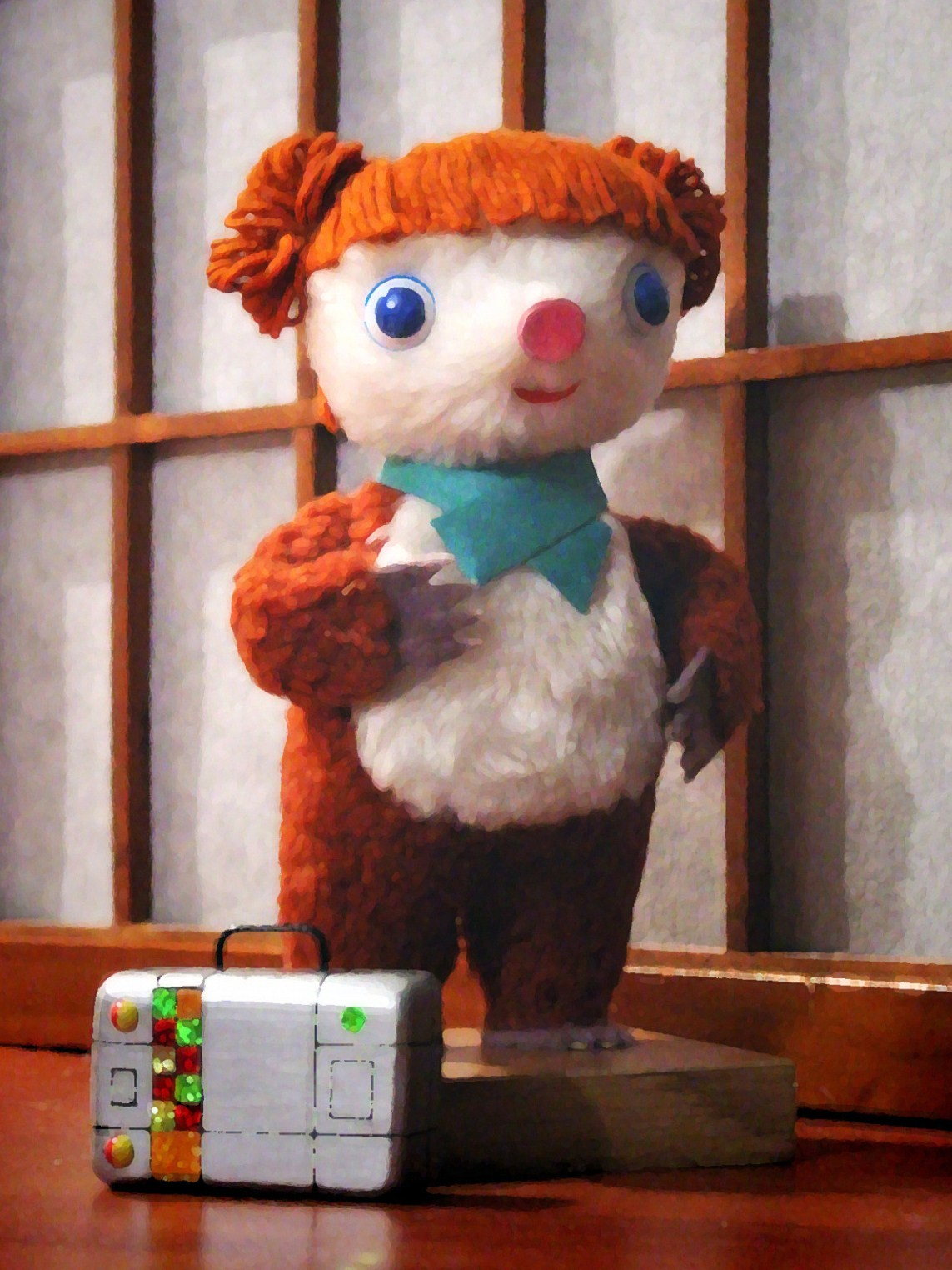
Colargol z serialu Przygody Misia Colargola

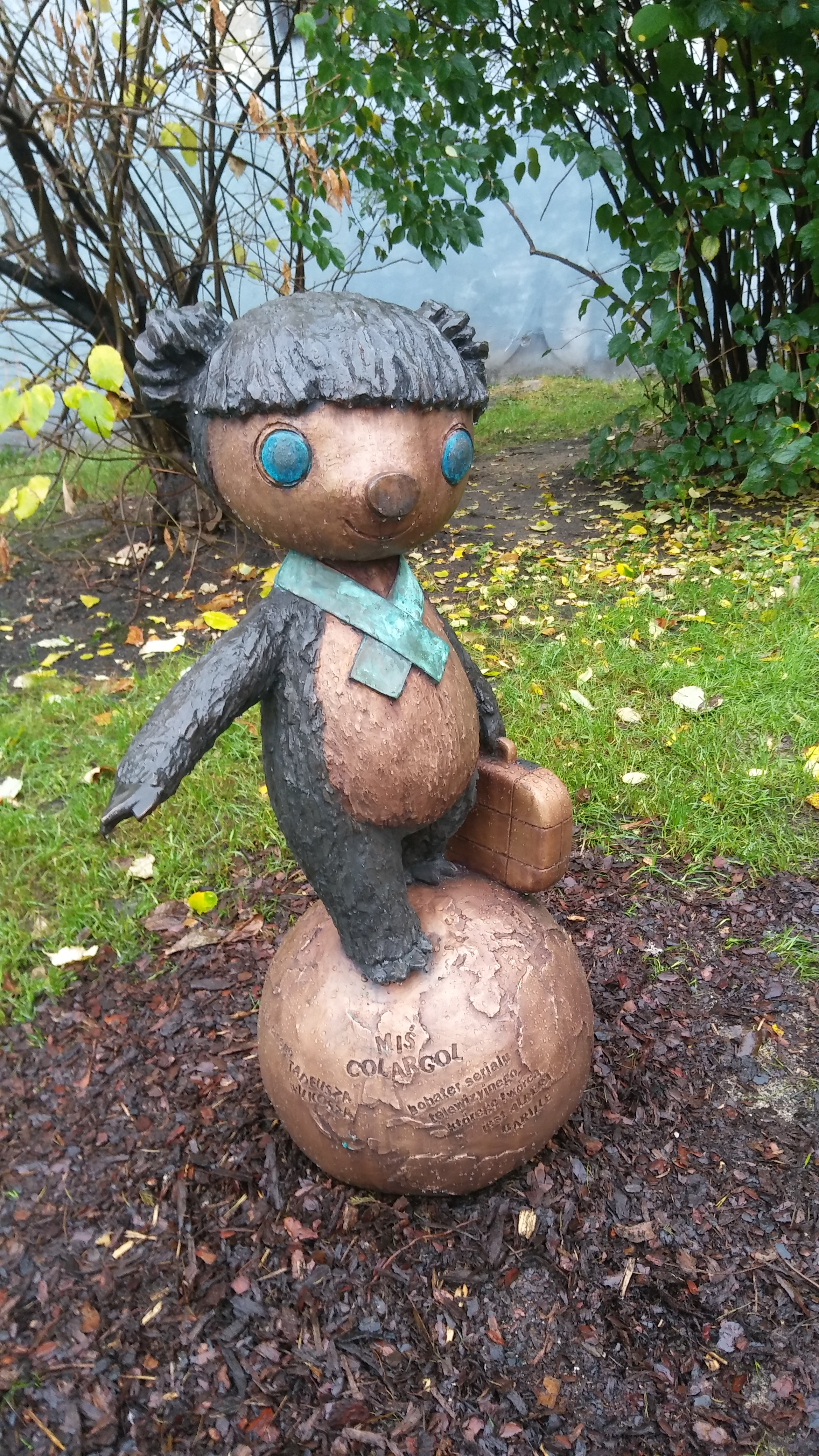
Pomnik Colargola w Łodzi

Colargol, Miś Colargol – fikcyjny miś, postać stworzona przez francuską pisarkę Olgę Pouchine (płyty, książeczki, słuchowiska) w latach 50. XX wieku. 

## Serial telewizyjny
Dzięki staraniom francuskiego producenta Alberta Barillé (twórca takich seriali jak Był sobie człowiek czy Były sobie odkrycia w firmie Procidis) w latach 1968–1974  w wytwórni Se-ma-for w Łodzi powstał 53-odcinkowy serial lalkowy Przygody Misia Colargola. Kierownikiem artystycznym, współautorem scenariusza oraz autorem scenografii jest Tadeusz Wilkosz. Muzykę do serialu skomponowali Mireille (odc. 1-27) i Jean Michel Defaye (odc. 28-53).
Telewizyjny miś znany jest w Polsce i Francji jako Colargol, w USA, Wielkiej Brytanii jako Barnaby, w Japonii jako Koraru, i w Kanadzie jako Jeremy.

## Filmy pełnometrażowe
Filmy pełnometrażowe, kinowe, zmontowane z materiałów z serialu: 
- Colargol na Dzikim Zachodzie w 1976,
- Colargol zdobywcą kosmosu w 1978,
- Colargol i cudowna walizka w 1979.

Filmy dostępne są w wersji VHS, VCD i DVD.